# Зелёная партия Швейцарии
Зелёная партия Швейцарии (нем. Grüne Partei der Schweiz; фр. Les verts– Parti écologiste suisse; итал. I Verdi– Partito ecologista svizzero; романш. La Verda– Partida ecologica svizra) является четвёртой по величине партией в Национальном совете Швейцарии, и крупнейшей из не представленных в Федеральном совете.

## История
Первая Партия зелёных в Швейцарии была основана как местная партия в 1971 году в городе Нёвшателе. В 1979 году Даниэль Брела был избран в Национальный совет как первый зелёный депутат на национальном уровне. Местные и региональные зелёные партии и организации были созданы в разных городах и кантонах и в последующие годы.
В 1983 году были созданы две разные национальные зелёные партии: в мае, различные местные группы зелёных объединились во Фрибуре Федерацию зелёных партий Швейцарии, и в июне, несколько альтернативных левых групп, сформировали партию Зелёная альтернативная партия Швейцарии в Берне. В 1990 году попытка объединить эти организации не удалась. Впоследствии группа членов Зелёной альтернативной партии присоединилась к Федерации зелёных партий, которая стала де-факто национальной партией зелёных. В 1993 году Федерация зелёных партий изменила своё название на Зелёную партию Швейцарии.
В 1986 году первые зелёные стали членами кантонального правительства Берна.
В 1987 году Зелёная партия Швейцарии присоединилась к Европейской федерации зелёных партий.
В 1990-е годы, члены партии «зелёных» стали мэрами городов, членами Верховного суда, и даже президентом кантонального правительства (Верена Динер в 1999 году).

## Политика
Традиционно партия делает акценты на экологической и транспортной политике, но она также активно участвует в других областях швейцарской политики. В экономической политике, зелёные занимают левоцентристскую позицию. Большинство зелёных поддерживают присоединение Швейцарии к Европейскому союзу. В иммиграционной политике, зелёные поддерживают инициативы по интеграции иммигрантов. Партия выступает за повышение цен на энергоносители. Согласно такой политике, в результате этого доходы должны быть переданы государственному социальному страхованию.